# Benefício de Prestação Continuada
Benefício de Prestação Continuada (BPC), usualmente conhecido como BPC-LOAS, ou LOAS, é um benefício da assistência social no Brasil, operacionalizado pelo Instituto Nacional do Seguro Social (INSS) e previsto na Lei nº 8.742, de 1993, a Lei Orgânica da Assistência Social (LOAS), em seu artigo 20.
Consiste em uma renda de um salário mínimo para idosos e pessoas com deficiência que não possam se manter e não possam ser mantidos por suas famílias. Considera-se idoso quem tem mais de 65 anos e pessoa com deficiência aquela que tem impedimento de longo prazo de natureza física, mental, intelectual ou sensorial, o qual, em interação com uma ou mais barreiras, pode obstruir sua participação plena e efetiva na sociedade em igualdade de condições com as demais pessoas.

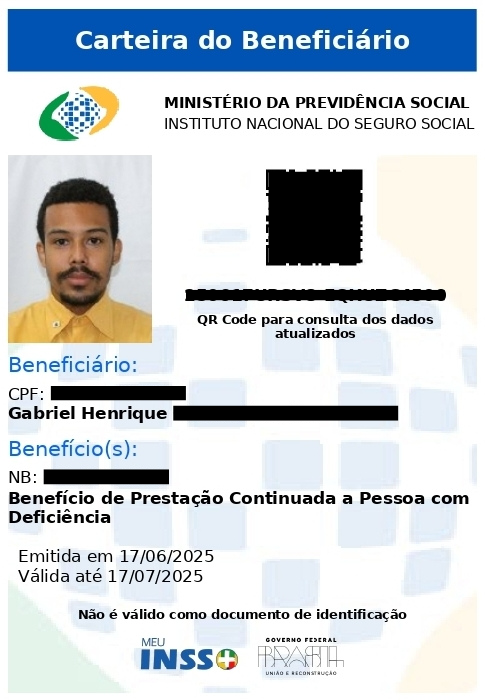
Carteira do beneficiário.

O texto original previa que a família deveria ter renda per capita menor que um quarto de salário mínimo, critério que foi alterado pela Lei 13.982, de 2 de abril de 2020 que, em seu artigo 20-A, instituiu que, em havendo situação de calamidade pública reconhecida ou da emergência de saúde pública de importância internacional decorrente do coronavírus (COVID-19), o critério de aferição pode ser ampliado para até 1/2 salário mínimo.
Se já houver um idoso da família recebendo o benefício, isso não será considerado no cálculo da renda familiar para concessão de um segundo benefício. O BPC não pode ser acumulado com outros benefícios previdenciários.

## Histórico
Foi criado pela Constituição Federal de 1988, porém somente foi regulamentado em 1993 e implementado a partir de 1996, durante o Governo FHC, quando substituiu a Renda Mensal Vitalícia, um benefício de natureza previdenciária e não assistencial destinado aos maiores de 70 anos e aos definitivamente incapacitados para o trabalho em situação de miserabilidade.
Originalmente, o BPC-LOAS era concedido aos idosos com 70 anos ou mais de idade e às pessoas com deficiência incapacitadas para a vida independente e para o trabalho, constatada por perícia médica. O requisito etário foi reduzido para 67 anos em 1998 e para 65 anos em 2003. O conceito de pessoa com deficiência, antes aferido de forma exclusivamente objetiva, passou, a partir de 2009, a abranger também uma dimensão social, subjetiva, avaliada pelas assistentes sociais do INSS, critério que permanece até hoje.
Em novembro de 2024 o Ministro da Fazenda, Fernando Haddad, anunciou um conjunto de medidas para contenção do crescimento dos gastos federais, para aperfeiçoar o novo arcabouço fiscal e diminuir o déficit primário do governo federal. Uma das medidas seria a alteração dos critérios definidos em lei para caracterização da deficiência, resgatando o conceito original de incapacidade para a vida independente e para o trabalho, e da composição da família para apuração se a sua renda está ou não enquadrada no critério de miserabilidade para acesso ao benefício.
A proposta, idealizada pelo governo Lula mas oficialmente subscrita pelo seu líder na Câmara dos Deputados, José Guimarães (PT-CE), foi desidratada pelo Congresso Nacional, resultando na Lei nº 15.077, de 27 de dezembro de 2024, que aumentou a formalidade exigida para a concessão e manutenção do benefício e vedou deduções da renda familiar sem expressa previsão legal, porém sem alterar os critérios etário e de definição da deficiência.
O estabelecimento de maior formalidade para acesso ao benefício é alvo de críticas por parte de pessoas da sociedade civil organizada, incluindo o ativista Ivan Baron, que participou de forma emblemática da cerimônia de posse do terceiro mandato do presidente Luiz Inácio Lula da Silva.

## Irregularidades nos pagamentos
Em 2025, o jornal Metrópoles apurou que o valor gasto pelo governo federal com pagamentos indevidos do BPC é quase três vezes superior ao total investigado dos descontos irregulares feitos por entidades na folha de pagamento de aposentados e pensionistas no esquema de fraudes no INSS.